# Patrick Dho
Patrick Dho, né le 6 mars 1955 à Marseille, est un footballeur français. Durant sa carrière, il évolue au poste d'attaquant au FC Martigues.

## Biographie
Après avoir débuté en jeunes au CS Le Merlan, club amateur marseillais, Patrick Dho effectue la majorité de sa carrière au FC Martigues entre 1975 et 1988. 
Il joue avec cette équipe un total de 330 matchs en Division 2, inscrivant 74 buts. Il est ainsi le meilleur buteur du club martégal. 
Il est par ailleurs huitième de finaliste de la Coupe de France en 1983, 1987 et 1990.
Après sa carrière de footballeur, il travaille au service des sports de la commune de Martigues.